# Kommanditgesellschaft auf Aktien

Aktie über 1000 DM der A. Steigenberger Hotelgesellschaft KGaA vom Dezember 1954

Die Kommanditgesellschaft auf Aktien, oder kurz KGaA, ist in einigen Rechtsordnungen eine Handelsgesellschaft (und somit Kaufmann), die Elemente von Aktiengesellschaft (AG) und Kommanditgesellschaft (KG) vereint. Die KGaA taucht häufig als GmbH & Co. KGaA, als AG & Co. KGaA sowie als SE & Co. KGaA auf. Denkbar wäre auch eine UG (haftungsbeschränkt) & Co. KGaA. In diesen Gestaltungen haftet regelmäßig keine natürliche Person unbeschränkt. Ist der persönliche haftende Gesellschafter eine Kapitalgesellschaft, wird die Rechtsform auch als Kapitalgesellschaft & Co. KGaA bezeichnet.
Bei der KGaA in Deutschland handelt es sich um eine Kapitalgesellschaft, die an Stelle eines – wie sonst bei Aktiengesellschaften üblich – Vorstandes über persönlich haftende Gesellschafter (Komplementäre) verfügt. Die Anteile der teilhaftenden Kommanditisten sind wiederum in Aktien zerlegt. Obwohl die KGaA Merkmale einer Personengesellschaft aufweist, ist sie trotzdem eine Kapitalgesellschaft. Sie ist selbst eine rechtsfähige juristische Person.

## Historie
Die erste deutsche KGaA war die im Jahre 1851 von David Hansemann gegründete „Disconto-Gesellschaft“. Erst knapp 10 Jahre später, im Jahre 1861, wurde die KGaA im Art. 173 ADHGB kodifiziert. Wurde sie noch eine Zeit lang als Personenhandelsgesellschaft (Unterart der KG) angesehen, wandelte sich diese Sichtweise. Ab dem Jahre 1897 wurde die KGaA als Unterart der AG angesehen. Mit der Einführung des AktG im Jahre 1937 wurde die KGaA im Aktiengesetz geregelt.

## Grundstruktur
An der KGaA sind zwei verschiedene Gesellschaftertypen beteiligt:
- Die persönlich haftenden Gesellschafter (phG oder Komplementäre): Sie unterliegen im Wesentlichen dem Personengesellschaftsrecht (§ 278 Abs. 2 AktG) und sind deshalb allein geschäftsführungs- und vertretungsbefugt; es gelten die §§ 161 Abs. 2, § 115, § 116 und § 125 HGB. Einzelne persönlich haftende Gesellschafter können demnach durch Satzungsbestimmung von der Geschäftsführung und Vertretung ausgeschlossen werden.
- Die Kommanditaktionäre: Sie verfügen im Grundsatz über dieselben mitgliedschaftlichen Rechte wie die Aktionäre einer AG (§ 278 Abs. 3 AktG). Sie bringen das in Aktien zerlegte Grundkapital der KGaA auf, haften aber darüber hinaus nicht für Forderungen gegen die Gesellschaft.

Aufgrund der Eigenschaft als juristische Person (§ 278 Abs. 1 AktG) kann die KGaA durch eine einzige Person errichtet werden. In diesem Fall ist der Komplementär zugleich der einzige Kommanditaktionär (sog. Einmanngesellschaft).

## Gesamtkapital
Die Kapitalstruktur der KGaA ist zweigeteilt: Das Gesamtkapital der KGaA setzt sich aus dem Grundkapital (Kommanditkapital) der Kommanditaktionäre und den Vermögenseinlagen der Komplementäre zusammen. Feste Größe von beiden Bestandteilen ist das Kommanditkapital, das bei der KGaA das von den Kommanditaktionären eingezahlte Eigenkapital darstellt, welches ausschließlich den Gläubigern für die Verbindlichkeiten der KGaA haftet. Den persönlich haftenden Gesellschaftern kann grundsätzlich das Recht eingeräumt werden, ihre Vermögenseinlage jederzeit zu erhöhen. Dabei muss jedoch der Umfang der Erhöhung der Vermögenseinlagen und der Ausübungszeitraum durch Satzung geregelt werden. Macht der phG davon Gebrauch, muss die Satzung geändert werden. Da die Komplementäre unbegrenzt auch mit ihrem Privatvermögen haften, ist der bilanzielle Ausweis des Komplementärkapitals von geringerer Bedeutung.
Das Kommanditkapital beträgt – wie bei der AG – mindestens 50.000 €. Es gelten die aktienrechtlichen Regelungen über Kapitalaufbringung und -erhaltung sowie für Kapitalmaßnahmen. Auf die Vermögenseinlagen der Komplementäre sind personengesellschaftsrechtliche Vorschriften des Handelsgesetzbuchs anwendbar.

## Zuständigkeitsverteilung

### 1. Allgemein
Die Zuständigkeitsverteilung zwischen Komplementären und Kommanditaktionären unterscheidet sich ganz wesentlich von der zwischen Vorstand und Aktionären in der AG:
Die Komplementäre besitzen eine stärkere Stellung als der Vorstand und die Hauptversammlung in der AG. Ihre Zustimmung ist grundsätzlich bei allen außergewöhnlichen Geschäftsführungsmaßnahmen und Grundlagengeschäften erforderlich, d. h. gegen den Willen der persönlich haftenden Gesellschafter können solche Maßnahmen nicht durchgeführt werden (§ 278 Abs. 2 AktG i. V. m. § 164 Abs. 1 HGB). Soweit die Komplementäre allerdings zur Geschäftsführung berufen sind, müssen sie wie der Vorstand der AG zum Wohle der Gesellschaft handeln (sog. Treuepflicht).
Die Kommanditaktionäre haben zum Teil weitergehende Befugnisse (z. B. die Beschlussfassung über den Jahresabschluss, Zustimmung zu außergewöhnlichen Geschäftsführungsmaßnahmen), zum Teil haben sie geringeren Einfluss als die Aktionäre in der AG: Ihnen fehlt die mittelbare Personalkompetenz für die Geschäftsleitung, da der Aufsichtsrat die Komplementäre weder bestellen noch abberufen kann; § 84 AktG gilt nicht. Aufnahme neuer persönlich haftender Gesellschafter und Entzug der Geschäftsführungs- oder Vertretungsbefugnis erfordert grundsätzlich die Zustimmung aller Gesellschafter – einschließlich des Betroffenen.
Dem Aufsichtsrat fehlen im Vergleich zur AG noch weitere Befugnisse: Eine Mitwirkung an der Geschäftsführung steht dem Kontrollgremium in der KGaA nicht zu; § 111 Abs. 4 Satz 2 AktG ist nicht anwendbar (mitbestimmungsrechtliche Privilegierung der KGaA).

### 2. Gestaltungsmöglichkeiten
Im Vergleich zur AG besteht bei der Satzung weitgehende Gestaltungsfreiheit. Die Zustimmungsrechte der Kommanditaktionäre können zumeist abbedungen werden: Neben den außergewöhnlichen Geschäftsführungsmaßnahmen betrifft dies vor allem Maßnahmen, die unter die so genannte Holzmüller-Doktrin fallen. Die Satzung kann dem Aufsichtsrat oder den Komplementären oder einem Komplementär bestimmte Befugnisse zuweisen. Beispiele:
- Die Satzung kann ein besonderes Organ der Kommanditaktionäre vorsehen. Diesem Organ können Rechte und Pflichten eingeräumt werden, soweit es sich um keine Rechte oder Pflichten handelt, die der Hauptversammlung unentziehbar zugewiesen sind. Zu diesen Rechten und Pflichten gehören namentlich die in § 285 AktG enumerierten Beschlussgegenstände oder die Feststellung des Jahresabschlusses § 286 AktG. Ferner darf durch das Sonderorgan der Kommanditaktionäre die Überwachungsrechte des Aufsichtsrats nicht beeinträchtigt werden.[8]
- Die Satzung kann bestimmten phGs das Recht einräumen, weitere Komplementäre vorzuschlagen. Diese müssen dann von dem zuständigen Organ bestellt werden. Die Bestellung zum phG kann von bestimmten persönlichen Eigenschaften oder Anforderungen abhängig gemacht werden. Die Eigenschaften und die Anforderungen an die Komplementäre müssen ebenfalls in der Satzung geregelt sein.[9]

## Steuerliche Besonderheiten
Die KGaA unterliegt als Kapitalgesellschaft grundsätzlich nach § 1 Abs. 1 Nr. 1 KStG der Körperschaftsteuer, wenn sie ihren Sitz oder Geschäftsleitung im Inland hat. Es kommt damit auf Ebene der Gesellschaft zu einer Vorbelastung der Gewinne von insgesamt ca. 30 Prozent (15 Prozent Körperschaftsteuer zuzüglich ca. 15 Prozent Gewerbesteuer, da die KGaA nach § 8 Abs. 2 KStG nur gewerbliche Einkünfte erzielen kann). Bei gewöhnlichen Kapitalgesellschaften wird dies berücksichtigt, indem die Ausschüttungen der Anteilseigner entweder dem vergünstigten Abgeltungssteuersatz (25 Prozent, § 32d Abs. 1 EStG) unterliegen oder zu 40 Prozent steuerfrei sind (§ 3 Nr. 40 EStG), so dass im Ergebnis zumeist ein Besteuerungsniveau zwischen 45 und 50 Prozent erreicht wird. Die Gewinnanteile der persönlich haftenden Gesellschafter einer KGaA unterliegen jedoch gem. § 15 Abs. 1 Nr. 3 EStG dem persönlichen Einkommensteuersatz zuzüglich - ggf. anrechenbarer - Gewerbesteuer. Da insoweit weder die Abgeltungsteuer noch das Teileinkünfteverfahren (§ 3 Nr. 40 EStG) anwendbar sind, käme es zu einer steuerlichen Belastung von weit über 50 Prozent auf Ebene des persönlich haftenden Gesellschafters und damit zu einem Verstoß gegen das Übermaßverbot. Deshalb regelt § 9 Abs. 1 Nr. 1 KStG, dass die auf den persönlich haftenden Gesellschafter entfallenden Gewinnanteile auf Ebene der KGaA als Betriebsausgabe abgezogen werden dürfen. Auf diese Weise entfällt die Vorbelastung der Einkünfte des Komplementärs mit Körperschaftsteuer. Der Gewinnanteil der Komplementäre unterliegt hingegen der Gewerbesteuer, in dem der Anteil des Komplementärs über § 8 Abs. 1 S. 1 Nr. 4 GewStG wieder hinzugerechnet wird.
Im wirtschaftlichen Ergebnis wird der persönlich haftende Gesellschafter der KGaA wie ein Mitunternehmer einer Personengesellschaft besteuert, wohingegen die Kommanditaktionäre steuerlich den Gesellschaftern einer anderen Kapitalgesellschaft gleichgestellt werden.

## Eignung für Familienunternehmen
Die Kontrolle ist in der KGaA – anders als in der AG – nicht an die Höhe der Kapitalbeteiligung gekoppelt. In der AG sind z. B. Mehrfachstimmrechte für einzelne Aktionäre unzulässig. Die Komplementäre der KGaA behalten im Gegensatz dazu – je nach Ausgestaltung der Satzung – in der Regel auch dann die Macht in der Gesellschaft, wenn sie lediglich eine geringe oder gar keine Vermögenseinlage leisten. Die KGaA gilt deshalb als übernahmeresistent, weshalb sie sich vor allem für Familienunternehmen anbietet, die an der Börse Kapital aufnehmen wollen. Bleiben die Familienmitglieder persönlich haftende Gesellschafter oder Mehrheits-Gesellschafter der Komplementärgesellschaft (GmbH, AG, Stiftung etc.), behalten sie auch dann die Kontrolle, wenn über die Börse mehr als 50 % des Grundkapitals an Kommanditaktionäre verkauft werden, die nicht zur Familie gehören.
Für Familienunternehmen ergeben sich neben der Übernahmeresistenz weitere Vorteile, insbesondere bei der Nachfolgeregelung. Die GmbH & Co. KGaA eröffnet in diesem Zusammenhang erbschaftssteuerliche Gestaltungsspielräume.

## Verbreitung
Die praktische Bedeutung der KGaA war lange Zeit gering. Es gab nur wenige Unternehmen in Deutschland, die diese Rechtsform wählten. Das statistische Jahrbuch 1994 gibt ihre Zahl noch mit 30 an. Nachdem der BGH allerdings 1997 die zuvor kontrovers diskutierte Frage, ob eine Kapitalgesellschaft persönlich haftender Gesellschafter der KGaA sein dürfe, bejahte, erfährt das Rechtsinstitut der KGaA einen Bedeutungszuwachs; bereits 2001 waren 203 KGaA registriert, am 1. September 2017 317. Nach der Umsatzsteuerstatistik des Statistischen Bundesamtes erzielten die KGaAs in Deutschland 2002 einen Gesamtumsatz von 26,4 Mrd. €.
Henkel, Merck, Fresenius und Fresenius Medical Care sind im DAX gelistete Beispiele für Unternehmungen, die in der Rechtsform der KGaA verfasst sind. Auch die Lizenzspielerabteilungen einiger Bundesligavereine sind in der Form der KGaA verfasst (z. B. Hannover 96 GmbH & Co. KGaA, 1. FC Köln GmbH & Co. KGaA, Borussia Dortmund GmbH & Co. KGaA, Hertha BSC GmbH & Co. KGaA, Greuther Fürth GmbH & Co. KGaA), weil die Satzung des Ligaverbandes durch die geforderte Übernahmeresistenz die Rechtsform der KGaA privilegiert. Zudem wählten die Eigentümer deutscher Privatbanken oft die KGaA als Rechtsform (z. B. Metzler seel. Sohn & Co. KGaA, Hauck & Aufhäuser KGaA, Sal. Oppenheim jr. & Cie. KGaA), um die traditionelle persönliche Haftung der Eigentümer aufrechtzuerhalten. Faktisch hat diese für den Schutz der Gläubiger in der Unternehmenskrise allerdings nur eine geringe Bedeutung; so ging 1974 die Privatbank I.D. Herstatt KGaA trotz persönlicher Eigentümerhaftung in Konkurs.
2020 gab es in Deutschland insgesamt 137 Kommanditgesellschaften auf Aktien, die umsatzsteuerpflichtige Lieferungen und Leistungen ausführten. Zum Vergleich belief sich die Zahl der Gesellschaften mit beschränkter Haftung auf 552.289.